# The Players (Band)
The Players ist eine britische Supergroup und wurde 2003 von Damon Minchella (Bass), Mick Talbot (Keyboard) und Steve White (Schlagzeug) gegründet. Alle drei Musiker waren bereits vorher international erfolgreich: Minchella mit Ocean Colour Scene und Paul Weller, Talbot mit Dexys Midnight Runners, Paul Weller und Style Council und White mit Paul Weller und Style Council. Für ihr Debütalbum holten sie sich Erfolgsgitarrist Aziz Ibrahim (Simply Red, The Stone Roses und Ian Brown).

## Diskografie
- Clear The Decks (2003)
- From The Six Corners (2005)